# 일본항공 301편 추락 사고
일본항공 301편(일본어: 日本航空301便, 영어: Japan Airlines Flight 301)은 1952년 4월 9일 오전 7시 42분 하네다 비행장(현재의 도쿄 국제공항)을 이륙, 오사카를 경유해 후쿠오카로 향할 예정이었던 항공편이다. 기종은 마틴 2-0-2(등록번호 N93043)소위 목성호(もく星号)라는 별명으로 불렸다. 이륙하고 17분이 지난 7시 59분 연락이 두절, 다음날인 4월 10일 이즈오섬 미하라산 정상 분화구에서 동쪽으로 1 킬로미터 떨어진 지점에 추락한 잔해가 발견되었다. 승객은 33명에 승무원 4명이었다. 일본인 스튜어디스 1명, 미국인 기장과 부기장이 각 1명 탑승했으며, 37명 전원이 사망하였다. 사고의 원인이 불분명해 아직까지도 음모론의 대상으로 인구에 회자되고 있다.

## 사건 개요

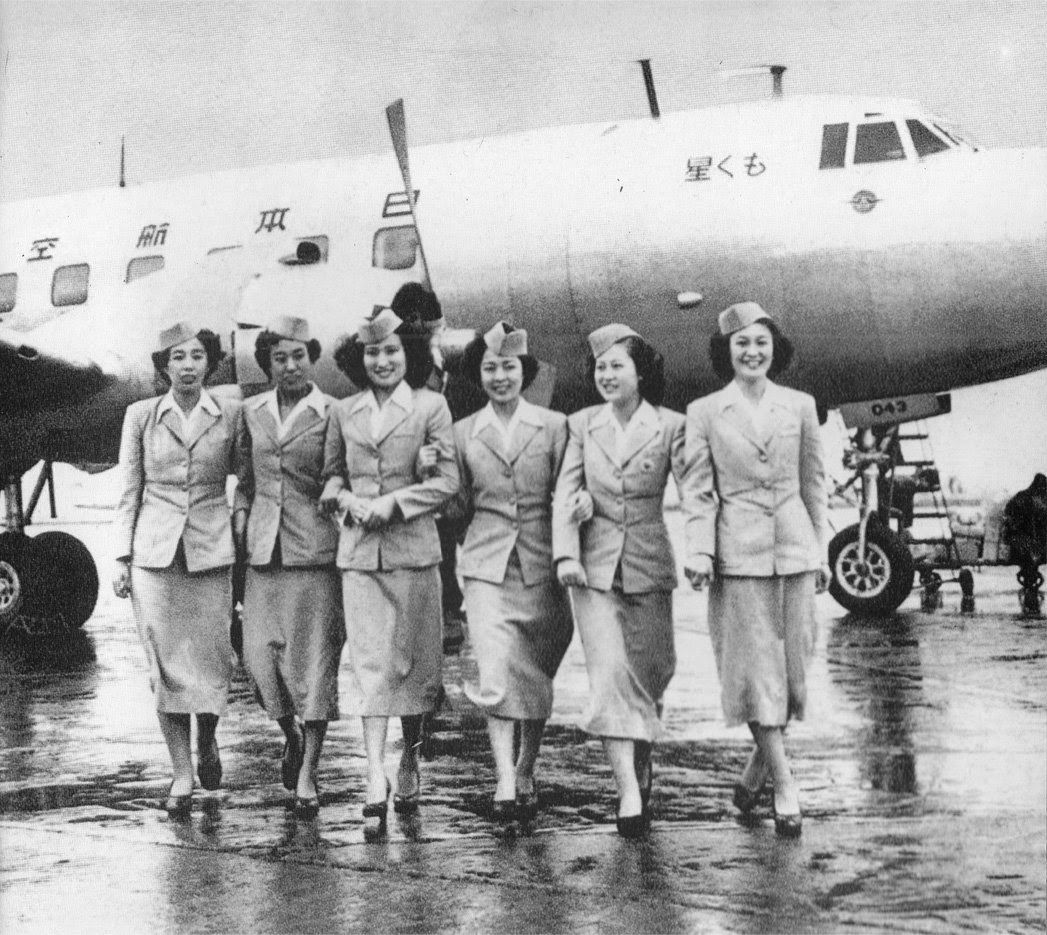
사고 1년 전인 1951년 촬영된 목성호

1952년 4월 9일 오사카를 경유하여 후쿠오카로 향할 예정이었던 "목성호"는 하네다 비행장을 일본항공 301편으로 오전 7시 42분에 이륙했다. 당시 일본은 평화조약이 발효하기 전이라 일본인 자체 항공운영이 불가능해 일본항공은 영업만 담당하고 있었고, 항공기의 정비와 운용은 노스웨스트 항공에 위탁하고 있었다. 그런 이유로 승무원은 일본인이었지만 기장(당시 36세)과 부기장(당시 31세)은 미국인이었다. 또한 항공 관제사도 미국인이었다. 미국 당국이 일본 정부에 제출한 교신기록 타이프에 따르면 하네다 비행장 관제사들은 존슨 기지(현재의 이루마 기지)에 있는 항공 관제센터의 지시에 따라 미군기가 10대 비행하고 있으니 “오사카까지 비행 고도는 6000 피트, 하네다에서 다테야마 상공까지 2000 피트를 계기 비행, 다테야마 남쪽에서 10분간 2000 피트 고도 유지, 그 뒤 6000 피트로 상승”이라는 지시를 출발 전부터 받아놓고 있었다. 이 지시에 대해 기장과 운행주임은 다테야마에서 이즈오까지는 약 7분 거리이고 규정 고도도 4000 피트라고 항의했다. 항공로 상에 표고 2474 피트(754 미터)의 미하라 산이 버티고 있기에 고도 2000 피트로는 미하라 산을 피할 수 없음이 확실했다.
때문에 항공 관제사가 관제센터의 지시가 잘못되어 있다며 다테야마가 아니라 하네다 이륙 후 10분간 고도 2000 피트 유지, 그 후 6000 피트라고 정정했다.
오전 7시 57분 목성호에서 “다테야마 통과, 고도 6000 피트에서 구름 속 비행 중. 8시 7분 이즈오 상공 예정”이라는 보고가 들어왔다. 하지만 그 직후인 7시 59분경 목성호는 이즈오섬 상공에서 연락이 두절된다. 당시 안개가 자욱하고 폭풍우가 치는 악천후였기에 즉시 대규모 수색이 이루어졌고, 다음날 아침 수색에 참여하던 동료기 "천왕성호"(기종 맥도넬더글러스 DC-4)가 미하라 산 정상 분화구 동쪽 1 킬로미터 고진카 차옥 근교 산중턱에서 추락한 잔해를 발견했다. 승객 승무원 37명 전원 사망이라는 당시로서는 대규모 항공사고였다.
이 당시 비행기 운임은 다른 공공 교통에 비해 비쌌기 때문에 승객도 사회적 지위가 비교적 높은 사람들 뿐이었다. 영화 변사, 만담가인 오츠지 시로, 야하타 제철 사장 미키 타카시 등 저명인사를 포함, 히타치 제작소 이사나 이시카와지마 중공업 임원, 하와이 호텔 지배인, 탄광주, 국가공무원 등이 희생되었다. 제5대 이치류사이 테이조 야나기시타 마사오도 오츠지와 마찬가지로 나가사키 박람회에 참여하려 했으나 도쿄에서의 일이 늦어져 출발이 하루 미뤄진 덕분에 화를 피했다. 또한 로열홀딩스 사장 에가시라 쿄이치도 도쿄에서의 일 때문에 출발이 하루 늦어져 목숨을 건졌다.

## 추락 원인
이때는 아직 항공기 블랙박스나 보이스레코더가 장비되지 않은 때였고, 당시 항공 관제나 사고 사수는 연합군(사실상 일본 미군정)의 통제하에 있었기에 추락 사건의 상세가 현재로서도 불분명한 점이 많다. 조사 결과 기상이나 엔진 등 기체에는 문제가 없고 조종자의 어떤 과실에 의한 추락으로 추정되었다.
항공관제 오류설에 따르면 전술한 “다테야마 상공 6000 피트 비행”이 항공 관제센터가 문서로 제공한 수치였으나, 정부 사고조사위가 입수한 항공관제센터 통신을 동시 모니터하는 ‘도코 모니터’의 통신기록에 따르면 “다테야마 상공 2000 피트 계기비행, 다테야마 남쪽 10분간 2000 피트 유지, 그 이후 상승”이었다. 때문에 항공 관제센터가 하네다 비행장 관제사들이 고도를 정정한 경위를 모르고 2000 피트를 지시했을 가능성이 있지만, 교신 테이프 원본이 일본 정부에 제공되지는 않았기에 진상은 불분명하다.
다테야마에서 이즈오까지의 항공기 유도는 이즈오섬 남쪽의 군기지에 있는 이즈오 항공표지의 무선 표지가 담당하고 있었다. 그래서 정부 사고 조사위 보고서 기술에서는 “조종자가 항법상 뭔가 착오를 일으켜” 지시된 고도 2000 피트로 비행했지만 어떤 이유로 폭 16 킬로미터의 항공로 중심선을 북쪽으로 이탈, 시속 200 마일로 수평 비행중인 기체가 미하라 산에 처박게 된 것으로 알려졌다.
사고 현장과 가까운 미하라 산쪽 버스 정류장 산정에 사고 위령비가 세워져 있다.

## 참고 자료
- 特定非営利活動法人災害情報センター編『鉄道・航空機事故全史』42-43頁、 日外選書Fontana シリーズ　2007年
- 「明治・大正・昭和・平成　事件・犯罪大事典」633-634頁、東京法経学院出版、2002年
- 松本清張　『一九五二年日航機「撃墜」事件』 (角川文庫)